# Gammeldansk
 Ikke at forveksle med Gammel Dansk.
Gammeldansk (forkortet glda.), middeldansk eller mellemdansk er en betegnelse for den middelalderlige fase af det danske sprog.
Normalt sættes perioden til fra cirka år 1100 hvor latinske bogstaver afløser runer til cirka år 1500.
Gammeldansk deles op i en ældre og en yngre del. 
Skellet sættes gerne ved ca. 1350.
Sproget i den foregående periode kaldes olddansk.
Kr. Mikkelsen, der benævner gammeldansk som "mellemdansk" i en 1800-talsbog, betegner ældre gammeldansk som "ældre dansk" og yngre gammeldansk som slet og ret "gammeldansk".
Perioden efter gammeldansk betegnes ældre nydansk.
I Ordbog over det danske Sprog defineres forkortelsen "æda." med "sproget i de ældste danske håndskrifter (c. 1275-1350)".
Hvor nordboernes sprog i vikingetiden ikke havde de store sproglige forskelle, er det i middelalderen, at danske skriftsprogsnormer begynder at skille sig ud fra de andre nordiske sprog.
I den gammeldanske periode gennemløber dansk en mere rivende udvikling end på noget andet tidspunkt i sin historie.

## Forandringer
På det lydlige område gennemgår middeldansk klusilsvækkelsen, hvor /p t k/ bliver til hhv. /b d g/, og /b d g/ til /v ð ɣ/, og infortissvækkelsen, som er en neutralisering af vokalerne i tryksvag stavelse (a, i, u > æ > e).
Morfologien ændrer sig også kraftigt, idet den gamle bøjning af substantiver og adjektiver i fire kasus forsvinder (bortset fra en række kasuslevn), og verbernes bøjning i person og tal bruges næsten ikke længere.

## Værker på gammeldansk
Der eksisterer få kilder for det danske sprog i periode fra år 1000 til 1250.
For ældre gammeldansk findes eksempler på gammeldansk i "lovskrifter, lægebøger, fragmentariske helgenlegender oversat fra latin".
For yngre gammeldansk findes "lovskrifter, retsdokumenter, breve, krøniker, opbyggelig litteratur, legendarier, lægebøger" og "romantisk digtning, dyrerim viser".
Eksempler på værker med gammeldansk er Lucidarius og Libellus De Arte Coquinaria.

## Grammatik og ordbog
Johannes Brøndum-Nielsen skrev fra 1928 til 1973 en Gammeldansk Grammatik i sproghistorisk Fremstilling, som har otte bind.
Siden 1950'erne har Det Danske Sprog- og Litteraturselskab arbejdet med udarbejdelse af Gammeldansk Ordbog. Arbejdet er per 2020 endnu uafsluttet, men den foreløbige ordbog er tilgængelig online fra https://gammeldanskordbog.dk/.